# Andrew Henry
Le Major Andrew Henry (c. 1775 – 1832) était un négociant en fourrures américain qui commença avec William Henry Ashley la Compagnie de fourrures des Montagnes Rocheuses (Rocky Mountain Fur Company) en 1822.  
Né vers 1775 dans le Comté de Fayette en Pennsylvanie, Henry déménage à Nashville dans le Tennessee lorsqu'il a une vingtaine d'années, puis vers les mines de plomb de Louisiane en 1800 (avant la Vente de la Louisiane), près de l'actuel  Potosi (maintenant dans le Missouri ; en 1806 il acquiert des parts de la mine. 
En  1809, il se joint à Manuel Lisa, Jean-Pierre Chouteau et William Clark pour fonder la Compagnie des fourrures du Missouri (Missouri Fur Company). Il conduit une expédition aux  Three Forks  dans les montagnes du Montana,  où il bâtit  Fort Henry. En 1811, il explore la « Montana-Idaho wilderness »  et découvre le   Lac Henry. Pendant cette même expédition, il construit  un bureau commercial près de l'actuel  Saint Anthony  dans l'Idaho. 
Malgré de nombreuses difficultés, particulièrement avec les Indiens Blackfoots, Henry retourne à  Saint-Louis dans le Missouri en janvier 1812. Quand la Guerre de 1812 éclate, il s'enrôle dans l'armée et s'élève au rang de major.
En 1818, Henry épouse Mary Flemming, la fille d'origine française d'un des propriétaires des mines de plomb. Ils auront quatre enfants.
En 1822, il lance la  Compagnie de fourrures des Montagnes rocheuses avec William Henry Ashley, un ami de longue date. Les deux hommes insèrent une annonce fameuse dans les quotidiens de Saint-Louis recherchant  « des jeunes gens entreprenants… pour remonter la rivière Missouri jusqu'à sa source, et y travailler pendant un, deux ou trois ans ».  Les hommes qui répondent à cette annonce incluent ceux qui seront de célèbres trappeurs et Mountain Men de l'Ouest américain : Jedediah Smith, les frères Sublette, Jim Bridger, Thomas Fitzpatrick… La nouvelle compagnie décide d'envoyer trois keelboats (des sortes de chalands adaptés aux rivières américaines) remonter la rivière Missouri. Henry amène 150 hommes, 60 chevaux et un des bateaux jusqu'à l'embouchure de la  Yellowstone River. Le bateau suivant, commandé par Daniel Moore, chavire avec près de dix mille dollars de provisions. Ashley équipe le troisième keelboat qu'il réussit à  acheminer jusqu'à Henry puis il revient à Saint Louis. Entre 1822 et 1825, la Compagnie de fourrures des Rocheuses de Ashley et Henry fait plusieurs expéditions de chasse à  grande échelle dans l'Ouest montagneux. Ils sont officiellement crédités de la découverte américaine du  South Pass pendant l'hiver de 1824. 
Henry retourne par la suite à son affaire minière, mais fait de nombreux prêts et connaît de graves difficultés financières. Il meurt en 1832.

## Source
- (en) Cet article est partiellement ou en totalité issu de l’article de Wikipédia en anglais intitulé « Andrew Henry (fur trader) » (voir la liste des auteurs).